# ヤマハ・CS-80

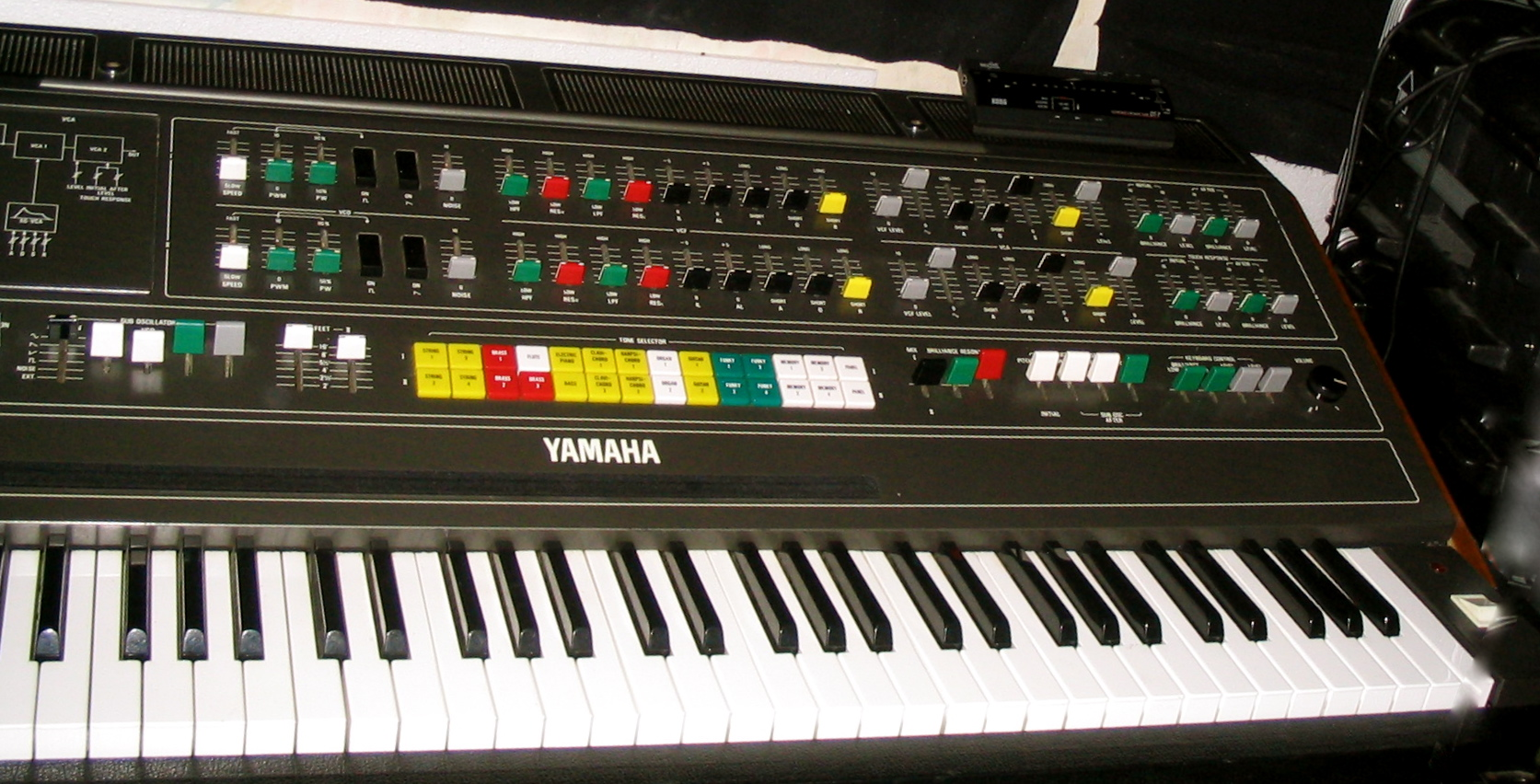
YAMAHA CS-80

CS-80（シーエス80）は、ヤマハのシンセサイザーの機種のひとつ。

## 概要
1977年に発表。ヤマハの（実質的な）シンセサイザー1号機であるGX-1を元に設計・開発されたコンボ型シンセサイザー・シリーズであるCSシリーズの最上位機種。
GX-1は性能面で高く評価されていたが、300Kg以上というそのサイズ、約700万円という価格から、一部の経済的に恵まれたミュージシャンだけが使用していた。CSシリーズはデザインの見直しや音源部のICチップ化などによって軽量化、価格の引き下げが行われている。シリーズ最上位機種であるCS-80は、重さ約76kg〜100Kg（カバーや脚を含めるかどうかによって差異がある）、価格128万円。

## 機能・性能
GX-1で評価が高かった音色・音質を踏襲しつつ、リボン・コントローラーの設置など、よりシンセサイザーの特性を生かした演奏がしやすい様に工夫されていた。
シリーズの中で唯一4種類の音色メモリーが可能だった。ただし当時はコンピューターによるメモリー機能が実用化されていなかったせいもあり、メイン・パネルと同じ機能を持つミニチュアサイズの補助操作パネルが設置され、必要に応じてそのセッティングを呼び出すという方式が採用されている。
シリーズで唯一、2つの音源（VCO）を同時に鳴らす事が可能になっている。この音源部はチューニングが不安定であった為、同時に鳴らすとピッチがシンクロしない事が多かった。しかし逆に、それがCS-80独特のモジュレーションやコーラス効果を生み出し、CS-80でしか得られないサウンドとして評価されていた。

## 主なユーザ
エディ・ジョブソン
「U.K.」の参加アルバムや、エディ・ジョブソン&ズィンク名義の『ザ・グリーン・アルバム』などで、特徴的なコーラスを加味したサウンドとピッチ・ベンド演奏を聴く事が出来る。
ドン・エイリー
レインボーのアルバム『アイ・サレンダー』の2曲目「スポットライト・キッド」の間奏部における演奏などが有名。1980年のレインボーのコンサートでも使用しているのが映像から確認できる。コージー・パウエルのアルバムでは、CS-80の使用をクレジット記載している。
ヴァンゲリス
映画『ブレードランナー』のサウンドトラックを始め、各種アルバムで使用している。vangelismovements.com 等の情報サイトではライブステージで使用している画像が閲覧出来る。
ポール・マッカートニー
ウイングスのアルバム『ロンドン・タウン』で使用。1978年のシングル「しあわせの予感」のプロモーション・ビデオではデニー・レインが弾いている姿を見ることができる。
スティーヴ・ポーカロ
初期のTOTOにおいてスタジオおよびライヴでのメインの機材として使用していた。TOTOのプロモーション・フィルムでは、「ホールド・ザ・ライン」、「99」、「ジョージー・ポージー」、「ロザーナ」などの曲で彼が使用している姿を見る事ができる。「99」では実際に録音に使用されている。
パトリック・モラーツ
1979年と1982年のテレビ放送映像をDVD化した "Future Memories - Live on TV" (2007年発売）にて使用しているのを見ることができる。
リック・ウェイクマン
1980年のプロモーション・ビデオ "I'm So Straight I'm a Weirdo" に使用している姿がある。
坂本龍一
坂本が編曲とキーボードで参加した加藤和彦のアルバム『ガーディニア』収録曲の「Gardinia」と「Today」で、坂本によるCS-80の演奏を聴くことができる。
マーティン・オフォード
イギリスのバンド IQ の元・メンバー。1990年代のIQのライヴで使用。ライブDVD "Forever Live" で弾いている姿を見ることができる。
リチャード・タンディ
エレクトリック・ライト・オーケストラ（ELO）のキーボーディスト。「ディスカバリー」「ザナドゥ」「タイム」のアルバム３作でCS-80を使用。「ディスカバリー」収録の「コンフュージョン」のMVで、特徴のあるイントロをCS-80で弾いている姿が見られる。
マイケル・ジャクソン
Billie Jeanにおいて一番特徴的なコードバッキング等で使用されている
その他には、以下のミュージシャンが使用している。
Colin Townes (イアン・ギラン・バンド)、Robin Lumley (ブランドX)、Dave Greenslade、Peter Howell、Jean Michel Jarre、Brian Eno、Stevie Wonder、Gary Numan、10cc、Kate Bush、John Foxx、Tori Amos、Coldplay、Jim Gilmour (Saga)、ハンス・ジマー、Marc Maheu (Morse Code)